# Loncé
Loncé est une localité située dans le département de Gourcy de la province du Zondoma dans la région Nord au Burkina Faso.

## Santé et éducation
Le centre de soins le plus proche de Loncé est le centre médical (CM) de la province de Gourcy.